# Parcul din Stăuceni (Ucraina)
Parcul din Stăuceni (în ucraineană Ставчанський парк) este un parc și monument al naturii de tip peisagistic de importanță locală din raionul Hotin, regiunea Cernăuți (Ucraina), situat la periferia nord-vestică a satului Stăuceni. Este administrat de liceul profesional din localitate.
Suprafața ariei protejate constituie 10 hectare, fiind creată în anul 1979 prin decizia comitetului executiv regional. Statutul a fost acordat pentru conservarea parcului de tip peisaj, fondat la sfârșitul secolului al XIX-lea. Sunt prezente 20 de specii de copaci și arbuști.